# Nässjö socken
Nässjö socken i Småland ingick i Tveta härad, uppgick 1948 till Nässjö stad och området ingår sedan 1971 i Nässjö kommun i Jönköpings län och motsvarar från 2016 Nässjö distrikt.
Socknens areal var vid socknens upplösning den 1 januari 1948 89,45 kvadratkilometer, varav 82,85 kvadratkilometer land. Socknen hade 1 808 invånare den 31 december 1947. Tätorten Nässjö med sockenkyrkan Nässjö gamla kyrka ligger inom denna sockens område. 

## Administrativ historik
Nässjö socken har medeltida ursprung.
Vid kommunreformen 1862 övergick socknens ansvar för de kyrkliga frågorna till Nässjö församling och för de borgerliga frågorna till Nässjö landskommun. Ur landskommunen bröts Nässjö köping ut 1890. 1948 inkorporerades sedan Nässjö landskommun i Nässjö stad som 1971 uppgick  i Nässjö kommun.
1 januari 2016 inrättades distriktet Nässjö, med samma omfattning som församlingen hade 1999/2000.  
Socknen har tillhört samma fögderier och domsagor som Tveta härad. De indelta soldaterna tillhörde Jönköpings regemente, Västra härads kompani och Smålands husarregemente, Livskvadronen, Livkompaniet.

## Geografi
Nässjö socken utgörs efter 1889 av området runt Nässjö köping/stad. Socknen  utgör vattendelare mellan fyra vattendrag, norra delen avrinner mot Huskvarnaån, Spexhultasjön avrinner mot Emån och andra delar avrinner mot Lagan och Svartån. Socken är en höglänt skogstrakt med höjder som till stor del ligger över 300 meter över havet.

## Fornlämningar
Här finns gravrösen från bronsåldern med stensättningar samt något järnåldersgravar med domarringar och en treudd. Bland annat vid Fagertofta gravfält. En offerkälla finns också vid Fagertofta.

## Namnet
Namnet (1270 Näsiom) kommer från kyrkbyn, Nässjöbyn. Namnet är en pluralform av näs från kyrkans plats på ett tidigare näs i Ryssbysjön. Skrivning med två s (och efterleden sjö) tillkom redan på 1300-talet.

### Fotnoter
1. 1 2   (PDF) Folkräkningen den 31 december 1950, I, Areal och folkmängd inom särskilda förvaltningsområden m.m., Tätorter. Stockholm: Statistiska centralbyrån. 1952-05-19. sid. 27. Arkiverad från originalet den 1 oktober 2014. https://www.webcitation.org/6T09ZkyrB?url=http://www.scb.se/Grupp/Hitta_statistik/Historisk_statistik/_Dokument/SOS/Folkrakningen_1950_1.pdf. Läst 9 oktober 2014 Arkiverad 29 oktober 2013 hämtat från the Wayback Machine.
2. ↑  Harlén, Hans; Harlén Eivy (2003). Sverige från A till Ö: geografisk-historisk uppslagsbok. Stockholm: Kommentus. Libris 9337075. ISBN 91-7345-139-8
3. ↑  Administrativ historik för Nässjö socken (Klicka på församlingsposten). Källa: Nationella arkivdatabasen, Riksarkivet.
4. ↑  Indelta soldater, torp och rotar i Jönköpings län Arkiverad 24 januari 2012 hämtat från the Wayback Machine. Jönköpingsbygdens Genealogiska Förening
5. 1 2  Sjögren, Otto (1931). Sverige geografisk beskrivning del 2 Östergötlands, Jönköpings, Kronobergs, Kalmar och Gotlands län. Stockholm: Wahlström & Widstrand. Libris 9939
6. 1 2 3  Nationalencyklopedin
7. ↑  Svensk Uppslagsbok Nässjö stad
8. ↑  Fornlämningar, Statens historiska museum: Nässjö socken
9. ↑  Fornminnesregistret, Riksantikvarieämbetet: Nässjö socken Fornminnen i socknen erhålls på kartan genom att skriva in sockennamn (utan "socken") i "Ange geografiskt område"
10. ↑  Mats Wahlberg, red (2003). Svenskt ortnamnslexikon. Uppsala: Institutet för språk och folkminnen. Libris 8998039. ISBN 91-7229-020-X. https://isof.diva-portal.org/smash/get/diva2:1175717/FULLTEXT02.pdf